# Neuvième circonscription de l'Hérault
La neuvième circonscription de l'Hérault est l'une des 9 circonscriptions législatives françaises que compte le département de l'Hérault (34) situé en région Occitanie. 

## Description géographique et démographique
La neuvième circonscription de l'Hérault, a été créée par l'ordonnance no 2009-935 du 29 juillet 2009, ratifiée par le Parlement français le 21 janvier 2010. Elle regroupe les divisions administratives suivantes : cantons de Mauguio et de Montpellier-4, et les communes de Lunel, Lunel-Viel, Marsillargues, Saint-Just, Saint-Nazaire-de-Pézan, Valergues.
La première élection du député de cette circonscription a eu lieu lors des élections législatives de 2012.
Après le redécoupage des cantons de 2014, la neuvième circonscription englobe la grande partie du canton Montpellier-3, du canton de Mauguio ainsi qu'une partie du canton de Lunel.

| Nom                    | Code Insee | Intercommunalité                   | Superficie (km2) | Population (dernière pop. légale) | Densité (hab./km2) |
| ---------------------- | ---------- | ---------------------------------- | ---------------- | --------------------------------- | ------------------ |
| Candillargues          | 34050      | CA du Pays de l'Or                 | 8,23             | 2 102 (2022)                      | 255                |
| La Grande-Motte        | 34344      | CA du Pays de l'Or                 | 10,58            | 8 508 (2022)                      | 804                |
| Lansargues             | 34127      | CA du Pays de l'Or                 | 18,39            | 3 130 (2022)                      | 170                |
| Lunel                  | 34145      | CA Lunel Agglo                     | 23,9             | 26 380 (2022)                     | 1 104              |
| Lunel-Viel             | 34146      | CA Lunel Agglo                     | 11,97            | 4 497 (2022)                      | 376                |
| Marsillargues          | 34151      | CA Lunel Agglo                     | 42,71            | 6 787 (2022)                      | 159                |
| Mauguio                | 34154      | CA du Pays de l'Or                 | 49,56            | 16 417 (2022)                     | 331                |
| Montpellier            | 34172      | Montpellier Méditerranée Métropole | 56,88            | 307 101 (2022)                    | 5 399              |
| Mudaison               | 34176      | CA du Pays de l'Or                 | 8,1              | 2 954 (2022)                      | 365                |
| Saint-Aunès            | 34240      | CA du Pays de l'Or                 | 12,32            | 4 333 (2022)                      | 352                |
| Saint-Just             | 34272      | CA Lunel Agglo                     | 6,08             | 3 290 (2022)                      | 541                |
| Saint-Nazaire-de-Pézan | 34280      | CA Lunel Agglo                     | 5,66             | 620 (2022)                        | 110                |
| Valergues              | 34321      | CA du Pays de l'Or                 | 5,2              | 2 173 (2022)                      | 418                |

- fraction de la commune de Montpellier incluse dans la circonscription (ancien canton de Montpellier-4) : 40 506 habitants

## Historique des députations
| Législature | Début de mandat | Fin de mandat | Député           | Parti politique | Observations                                                                           |
| ----------- | --------------- | ------------- | ---------------- | --------------- | -------------------------------------------------------------------------------------- |
| XIVe        | 20 juin 2012    | 20 juin 2017  | Patrick Vignal   | PS              | Conseiller municipal de Montpellier (2012-2020)                                        |
| XVe         | 21 juin 2017    | 21 juin 2022  | Patrick Vignal   | LREM            | Conseiller municipal de Montpellier (2012-2020)                                        |
| XVIe        | 22 juin 2022    | 9 juin 2024   | Patrick Vignal   | RE              | Mandat écourté à la suite d'une dissolution parlementaire décidée par Emmanuel Macron. |
| XVIIe       | 8 juillet 2024  | En cours      | Charles Alloncle | UDR             |                                                                                        |

## Historique des élections

### Élections de 2012
| Candidat       | Candidat             | Parti                              | Premier tour | Premier tour | Second tour | Second tour |  |
| Candidat       | Candidat             | Parti                              | Voix         | %            | Voix        | %           |  |
| -------------- | -------------------- | ---------------------------------- | ------------ | ------------ | ----------- | ----------- |  |
|                | Patrick Vignal élu   | PS                                 | 15 236       | 34,75        | 21 046      | 50,66       |  |
|                | Stéphan Rossignol    | UMP                                | 12 668       | 28,89        | 20 494      | 49,34       |  |
|                | José Castano         | RBM (FN)                           | 8 746        | 19,95        |             |             |  |
|                | Annie-Claude Ottan   | FG (Divers gauche) (PG)            | 2 564        | 5,85         |             |             |  |
|                | Jean-Luc Meissonnier | Divers droite                      | 1 458        | 3,33         |             |             |  |
|                | Michel de Lagausie   | EÉLV                               | 1 398        | 3,19         |             |             |  |
|                | Jean-Louis Pelletier | Divers                             | 412          | 0,94         |             |             |  |
|                | Patricia Marra       | AÉI                                | 383          | 0,87         |             |             |  |
|                | Paule-Emma Aline     | DLR                                | 266          | 0,61         |             |             |  |
|                | Agnès Dehaye         | Cap21                              | 241          | 0,55         |             |             |  |
|                | Agnès Olinet         | LO                                 | 188          | 0,43         |             |             |  |
|                | Waldeck Moreau       | M'PEP                              | 101          | 0,23         |             |             |  |
|                | Ivan Marty           | Divers (Mouvement anti-radar)      | 92           | 0,21         |             |             |  |
|                | Gérard Beurive       | Divers droite (Nouveau Tiers Etat) | 79           | 0,18         |             |             |  |
|                | Bruno Martin-Vallas  | Divers                             | 18           | 0,04         |             |             |  |
|                |                      |                                    |              |              |             |             |  |
| Inscrits       | Inscrits             | Inscrits                           | 75 618       | 100,00       | 75 616      | 100,00      |  |
| Abstentions    | Abstentions          | Abstentions                        | 31 110       | 41,14        | 32 402      | 42,85       |  |
| Votants        | Votants              | Votants                            | 44 508       | 58,86        | 43 214      | 57,15       |  |
| Blancs et nuls | Blancs et nuls       | Blancs et nuls                     | 658          | 1,48         | 1 674       | 3,87        |  |
| Exprimés       | Exprimés             | Exprimés                           | 43 850       | 98,52        | 41 540      | 96,13       |  |

### Élections de 2017
|                                                                           |                                                                              |                           |                           |                          |                          |
|                                                                           |                                                                              | Premier tour 11 juin 2017 | Premier tour 11 juin 2017 | Second tour 18 juin 2017 | Second tour 18 juin 2017 |
|                                                                           |                                                                              |                           |                           |                          |                          |
|                                                                           |                                                                              | Nombre                    | % des inscrits            | Nombre                   | % des inscrits           |
| Inscrits                                                                  | Inscrits                                                                     | 82 139                    | 100,00                    | 82 125                   | 100,00                   |
| Abstentions                                                               | Abstentions                                                                  | 43 614                    | 53,10                     | 48 826                   | 59,45                    |
| Votants                                                                   | Votants                                                                      | 38 525                    | 46,90                     | 33 299                   | 40,55                    |
|                                                                           |                                                                              |                           | % des votants             |                          | % des votants            |
| Bulletins blancs                                                          | Bulletins blancs                                                             | 582                       | 1,51                      | 2 446                    | 7,35                     |
| Bulletins nuls                                                            | Bulletins nuls                                                               | 257                       | 0,67                      | 960                      | 2,88                     |
| Suffrages exprimés                                                        | Suffrages exprimés                                                           | 37 686                    | 97,82                     | 29 893                   | 89,77                    |
|                                                                           |                                                                              |                           |                           |                          |                          |
| Candidat Étiquette politique (partis et alliances)                        | Candidat Étiquette politique (partis et alliances)                           | Voix                      | % des exprimés            | Voix                     | % des exprimés           |
|                                                                           |                                                                              |                           |                           |                          |                          |
|                                                                           | Patrick Vignal (député sortant) La République en marche !                    | 15 033                    | 39,89                     | 19 293                   | 64,54                    |
|                                                                           | Guillaume Vouzellaud Front national                                          | 7 749                     | 20,56                     | 10 600                   | 35,46                    |
|                                                                           | Imane Diani La France insoumise                                              | 5 723                     | 15,19                     |                          |                          |
|                                                                           | Joëlle Jenin-Vignaud Les Républicains (Union des démocrates et indépendants) | 4 747                     | 12,60                     |                          |                          |
|                                                                           | Bertrand Coisne Europe Écologie Les Verts (Parti socialiste)                 | 2 674                     | 7,10                      |                          |                          |
|                                                                           | Frédéric Dumay Debout la France                                              | 679                       | 1,80                      |                          |                          |
|                                                                           | Myriam Hammoud Parti communiste français                                     | 547                       | 1,45                      |                          |                          |
|                                                                           | Kamy Nazarian Divers (Union populaire républicaine)                          | 291                       | 0,77                      |                          |                          |
|                                                                           | Maurice Chaynes Lutte ouvrière                                               | 243                       | 0,64                      |                          |                          |
| Source : Ministère de l'Intérieur - Neuvième circonscription de l'Hérault |                                                                              |                           |                           |                          |                          |

### Élections de 2022
| Résultats des élections législatives des 12 et 19 juin 2022 de la 9e circonscription de l'Hérault |                          |                          |                          |              |              |             |             |
| Candidat                                                                                          | Candidat                 | Parti et coalition       | Nuance                   | Premier tour | Premier tour | Second tour | Second tour |
| Candidat                                                                                          | Candidat                 | Parti et coalition       | Nuance                   | Voix         | %            | Voix        | %           |
|                                                                                                   | Patrick Vignal           | LREM (ENS)               | ENS                      | 11 307       | 28,37        | 19 520      | 54,37       |
|                                                                                                   | Nadia Belaouni           | LFI (NUPES)              | NUP                      | 11 033       | 27,69        | 16 384      | 45,63       |
|                                                                                                   | Frédéric Bort            | RN                       | RN                       | 10 058       | 25,24        |             |             |
|                                                                                                   | Maya Bouisset            | REC                      | REC                      | 2 361        | 5,92         |             |             |
|                                                                                                   | Jean-François Bouscarain | LR (UDC)                 | LR                       | 2 267        | 5,69         |             |             |
|                                                                                                   | Brigitte Baguet          | ÉAC                      | ECO                      | 1 012        | 2,54         |             |             |
|                                                                                                   | Matilda Lotta            | LMPA (TUPLV)             | ECO                      | 758          | 1,90         |             |             |
|                                                                                                   | Jamila Moukrim           | DLF (UPF)                | DSV                      | 575          | 1,44         |             |             |
|                                                                                                   | Valérie Garnier          | PA                       | ECO                      | 286          | 0,72         |             |             |
|                                                                                                   | Maurice Chaynes          | LO                       | DXG                      | 192          | 0,48         |             |             |
| Votes valides                                                                                     | Votes valides            | Votes valides            | Votes valides            | 39 849       | 97,97        | 35 904      | 90.08       |
| Votes blancs                                                                                      | Votes blancs             | Votes blancs             | Votes blancs             | 604          | 1,49         | 2659        | 6.67        |
| Votes nuls                                                                                        | Votes nuls               | Votes nuls               | Votes nuls               | 220          | 0,54         | 1296        | 3.25        |
| Total                                                                                             | Total                    | Total                    | Total                    | 40 673       | 100          | 39 859      | 100         |
| Abstention                                                                                        | Abstention               | Abstention               | Abstention               | 48 749       | 54,52        | 49 574      | 55.43       |
| Inscrits / participation                                                                          | Inscrits / participation | Inscrits / participation | Inscrits / participation | 40 673       | 45,48        | 89 433      | 44.57       |

### Élections de 2024
Député sortant : Patrick Vignal (Renaissance).
| Candidat                 | Candidat                 | Parti et coalition       | Nuance                   | Premier tour | Premier tour | Second tour | Second tour |
| Candidat                 | Candidat                 | Parti et coalition       | Nuance                   | Voix         | %            | Voix        | %           |
| ------------------------ | ------------------------ | ------------------------ | ------------------------ | ------------ | ------------ | ----------- | ----------- |
|                          | Charles Alloncle         | RÀD (RN)                 | UXD                      | 21 734       | 36,43        | 28 433      | 51,90       |
|                          | Nadia Belaouni           | LFI (NFP)                | UG                       | 17 463       | 29,27        | 26 353      | 48,10       |
|                          | Patrick Vignal           | RE (ENS)                 | ENS                      | 14 918       | 25,00        | Retrait     | Retrait     |
|                          | Anthony Belin            | NÉ (UDC)                 | DVD                      | 2 046        | 3,43         |             |             |
|                          | Frédéric Bort            | RN diss.                 | REC                      | 1 481        | 2,48         |             |             |
|                          | William Viste,           | LR diss.                 | DVD                      | 899          | 1,51         |             |             |
|                          | Patrice Boccadifuoco     | LMR                      | DVD                      | 584          | 0,98         |             |             |
|                          | Nathalie Peiro           | LO                       | EXG                      | 459          | 0,77         |             |             |
|                          | Géry Laly                | RN diss.                 | DVD                      | 82           | 0,14         |             |             |
|                          |                          |                          |                          |              |              |             |             |
| Votes valides            | Votes valides            | Votes valides            | Votes valides            | 59 666       | 97,22        | 54 786      | 90,58       |
| Votes blancs             | Votes blancs             | Votes blancs             | Votes blancs             | 1 124        | 1,83         | 4 301       | 7,11        |
| Votes nuls               | Votes nuls               | Votes nuls               | Votes nuls               | 581          | 0,95         | 1 398       | 2,31        |
| Total                    | Total                    | Total                    | Total                    | 61 371       | 100          | 60 485      | 100         |
| Abstention               | Abstention               | Abstention               | Abstention               | 29 271       | 32,29        | 30 169      | 33,28       |
| Inscrits / participation | Inscrits / participation | Inscrits / participation | Inscrits / participation | 90 642       | 67,71        | 90 654      | 66,72       |